# Lacul Snagov
Lacul Snagov este un liman fluviatil, cel mai important de pe cursul inferior al Ialomiței cu o lungime de circa 16 km și are o suprafață de 5,75 km², adâncimea maximă de 9 m. Există mai multe ramnificații (golfuri - brațe) dintre care câteva, încă neafectate de construcții.
Lacul are și izvoare proprii datorită cărora surplusul de apă sa scurge în râul Ialomița, astfel încât are și o zonă cu caracteristici de deltă.
Este situat în nordul județului Ilfov la  o distanță de 25–30 km de București între câteva zone cu pădure. 

## Natura
Partea centrală a lacului este inclusă atât în Rezervația Naturală Snagov (circa 180 ha) cât și în Aria Naturală Protejată - Lacul Snagov (circa 100-150 ha) si avand o zona de mal de-a lungul Aria Naturală Protejată - Pădurea Snagov (circa 10 ha).
Lacul conține două habitate principale: 
3150 Lacuri eutrofe naturale cu vegetație de Magnopotamion sau Hydrocharition[nefuncțională]
 și 
3160 Lacuri și iazuri distrofice naturale[nefuncțională]

Ihtiofauna cuprinde 20 specii de pești: somn, știucă, șalău, biban, biban-soare, oblete, roșioara, plătică, crap, caras, caracudă, boarță, lin, ghelmez, moș, țipar etc. Dar și raci Astacus leptodactylus, patru specii de melci etc.
Specificul și identitatea peisagistică a lacului Snagov este de dată de malurile împădurite (foștii Codrii Vlăsiei) corelate vegetația lacustră cu nuferii albi Nymphaea alba, nuferii galbeni Nuphar lutea, salciile Salix alba și plopii din câteva zone riverane.
Există multe specii protejate: plante, păsări, amfibieni și reptile, pești, nevertebrate/insecte etc.
Există specii alohtone cu comportament invaziv - în special nufărul indian Nelumbo nucifera - introdus pe cale artificială și cu comportament invaziv.

## Localități
Pe malurile lacului se află următoarele localități: pe malul stâng - nordic Tâncăbești, Izvorani și Siliștea Snagovului (în NE), iar pe malul drept - sudic Vlădiceasca, Ciofliceni, Ghermănești, Snagov și Șanțu-Florești. Pe o insulă se află Mănăstirea Snagov, ctitorită în secolul al XV-lea.

## Eco Turism și sporturi
Pescuitul catch & release este apreciat de pescarii sportivi (pești răpitori), astfel ca anual se organizeaza Cupa Arrow de către Liga Romana de Spinning.
Luciul de apă este ideal pentru practicarea sporturilor nautice eco (manuale) precum: caiac, canoe, canotaj, SUP (Standup paddleboarding).
Pe lacul Snagov există 4 baze sportive naționale, existând și o tradiție de peste 90 de ani în pregătirea sportivilor și organizarea concursurilor naționale și internaționale precum Regata Snagov și în ultimii ani, campionate naționale (canotaj) și comemorative (Cupa Olimpia-Memorial Traian Nadasean, kaiac-canoe). Sportivii anternați pe lacul Snagov au luat peste 85% din cele peste 1200 de medalii internaționale.
Sporturile nautice motorizate (schi nautic, schi jet, tractări) sunt interzise pe lac în Aria Naturală Protejată - Lacul Snagov adică în zona centrală.